# Ia Kriêng
Ia Kriêng là một xã thuộc huyện Đức Cơ, tỉnh Gia Lai, Việt Nam.

## Địa lý
Xã Ia Kriêng cách trung tâm huyện 6 km, có vị trí địa lý:
- Phía đông giáp xã Ia Lang
- Phía tây giáp xã Ia Pnôn
- Phía nam giáp huyện Chư Prông
- Phía bắc giáp xã Ia Krêl và thị trấn Chư Ty.

Xã Ia Kriêng có diện tích 108,73 km², dân số năm 2018 là 5.777 người, mật độ dân số đạt 53 người/km².

## Hành chính
Xã Ia Kriêng được chia thành 6 làng: Ấp, Grôn, Hrang, Krai, Lung Prông, Pnuk.

## Lịch sử
Ngày 20 tháng 4 năm 1978, Bộ trưởng Phủ Thủ tướng ban hành Quyết định số 71-BT về việc thành lập xã Ia Krông (Ia Kriêng) trên cơ sở một phần diện tích và dân số của xã Ia Lang.
Ngày 15 tháng 10 năm 1991, Hội đồng Bộ trưởng ban hành Quyết định số 315-HĐBT về việc chuyển xã Ia Kriêng thuộc huyện Chư Prông về huyện Đức Cơ mới thành lập quản lý.
Ngày 26 tháng 12 năm 1991, Bộ trưởng – Trưởng Ban Tổ chức – Cán bộ Chính phủ ban hành Quyết định số 691/TCCP về việc thành lập thị trấn Chư Ty trên cơ sở 600 ha diện tích tự nhiên và 3.525 nhân khẩu của xã Ia Kriêng.
Sau khi phân vạch điều chỉnh địa giới hành chính, xã Ia Kriêng còn 11.527 ha diện tích tự nhiên và 2.395 nhân khẩu.